# 기타 사다키치
기타 사다키치(일본어: 喜田 貞吉, 1871년 7월 11일~1939년 7월 3일)는 전전 일본의 역사가이다. 역사학에 고고학, 민속학을 도입해 연구를 진행했다.

## 생애
아와국 나카군 구시부치촌(오늘날의 도쿠시마현 고마쓰시마시)에서 농민의 아들로 태어났다. 쿠시부치소학교, 구제도쿠시마중학교, 제3고등학교를 거쳐 1893년(메이지 26년) 23세로 도쿄 제국대학 문과대학에 입학, 역사연구를 배웠다. 우치다 긴조, 쿠로이타 가쓰미와 동기였다. 1896년(메이지 29년) 국사학과를 졸업하고 동대학원 입학. 쓰보이 구메조 등을 지도교수로 연구제목을 「일본의 역사지리」로 정한다. 이 사이의 1899년(메이지 32년) 고우타 시게루와 공저로 중등교과서 『일본지리』, 『외국지리』를 간행했다. 이듬해 30세 때 단독저서로 중등교과서 『일본중지리』를 간행한다. 이 책은 「총론」, 「지방지」, 「주민・정치・생업」의 3장으로 구성되었다.
이후 동대학 강사로 임용, 1909년 「헤이조쿄의 연구・호류사 재건논쟁」으로 도쿄제국대학에서 문학박사 학위를 얻었다. 문부성에서 국정교과서 편찬에도 종사했지만 소학교 역사교과서에 난보쿠초 시대의 남조와 북조를 나란히 기술했기 때문에 1911년 남조정통론자들에게 비난받고 휴직처분 당했다.
1913년 교토 제국대학 전임강사, 1920년-1924년 동대학 교수, 1923년부터 전년 설치된 도호쿠 제국대학 국사학연구실 강사로 고대사 및 고고학을 담당. 이 연구실의 기초를 닦았다. 1936년(쇼와 11년) 도호쿠에서 조몬토기를 만든 사람들이 가마쿠라 시대까지 생활했던 것 아니냐는 가설을 세우고 야마노우치 스가오와 논쟁을 벌였다(미네르바 논쟁).
일본역사지리연구회를 조직하고 학술지 『역사지리』를 발간, 고대사・건축사에 지대하게 공헌했다. 저작에 『독사백화』(読史百話), 『제도』(帝都) 등이 있다.
향토사 발전에도 기여하여 많은 후학을 키웠다. 특히 교토 제국대학 시절 만난 아키타현 출신의 후카사와 타이치가 자비로 『아키타 총서』를 간행했을 때 기타가 그 감수자를 맡아 주었다.
센다이시에서 향년 69세로 사망했다.

## 주요 업적
- 독자적인 일본민족구성론을 펼치고 일본민족의 형성사에 대해 역사학적・고고학적 입장에서 많은 가설을 제시했다.
- 「일선양민족동원론」을 주장했다. 이것은 1910년의 한일병합을 역사적으로 정당화하는 데 이용되었다고 비판받는다.[6]
- 호류사 재건・비재건 논쟁에서 재건론을 펼쳤다. 이는 후에 옳은 것임이 증명되었다.
- 아키타현 센보쿠군의 홋타노 사쿠아토 초기 발굴조사를 지도하고 이 성책이 『속일본기』에 나오는 오카치성이 이전・재건된 것임을 밝혔다.
- 피차별부락 연구의 선구자로 평가된다.

## 참고 자료
- 岡田俊裕 (2011년 12월). 《日本地理学人物事典 ［近代編 1 ］》. 原書房. ISBN 4562047100.
- 小熊英二 (1995년 7월). 《単一民族神話の起源―「日本人」の自画像の系譜》. 新曜社. ISBN 4562047100.
- 塩見鮮一郎 (1999년 9월). 《喜田貞吉――喜田貞吉と部落問題》. 三一「知と発見」シリーズ 2. 三一書房. ISBN 4-380-99216-0.
  - 塩見鮮一郎 (2009년 3월). 《蘇る巨人――喜田貞吉と部落問題》 増補改訂版판. 河出書房新社. ISBN 978-4-309-22501-2.
- 山田野理夫 (1976). 《歴史家喜田貞吉》. 宝文館出版.
- 渡邉喜一 (2006년 12월). 〈郷土史開拓の恩人 深澤多市先生を憶う〉.   青柳信勝・小田島道雄（編集）. 《郷土史の先覚 深澤多市》. 紫水先生顕彰会.